# Jorge Luis Lona
Jorge Luis Lona (ur. 23 listopada 1935 w Buenos Aires, zm. 19 sierpnia 2022) – argentyński duchowny katolicki, biskup diecezji San Luis w latach 2001-2011.

## Życiorys
Święcenia kapłańskie przyjął 20 grudnia 1979 i został inkardynowany do archidiecezji San Juan de Cuyo. Pełnił funkcje m.in. profesora na miejscowym uniwersytecie, proboszcza parafii katedralnej oraz wikariusza biskupiego ds. edukacji.

### Episkopat
20 listopada 2000 został mianowany przez papieża Jana Pawła II biskupem koadiutorem diecezji San Luis. Sakry biskupiej udzielił mu miesiąc później ówczesny nuncjusz apostolski w Argentynie, abp Santos Abril y Castelló. Rządy w diecezji objął 6 czerwca 2001.
22 lutego 2011 przeszedł na emeryturę.